# Antonio Carlos Vitte
Antonio Carlos Vitte (Rio Claro, 5 de novembro de 1962) é um geógrafo físico brasileiro conhecido por trabalhos sobre história e epistemologia da Geografia, análise ambiental e geoecologia da paisagem. De 1996 até 1999 foi professor de Geografia na Universidade Federal do Paraná. Desde 1999 é professor no Instituto de Geociências da Universidade Estadual de Campinas.
Organizou o livro Contribuições à História e à Epistemologia da Geografia, lançado em 2007 pela Bertrand Brasil.

## Publicações
- Reflexões sobre a geografia física no Brasil. Rio de Janeiro: Bertrand Brasil, 2004. ISBN 8528610497
- A terceira crítica kantiana e sua influência no moderno conceito de geografia física. In: GEOUSP - Espaço e Tempo, São Paulo, n. 19, p. 33-52, 2006
- Como organizador: Contribuições à história e à epistemologia da Geografia. Rio de Janeiro: Bertrand Brasil, 2007. ISBN 9788528612677 Resenha
- A ciência Geográfica: entre a crise da razão e a reconstrução do cosmos.[ligação inativa] In: Geografia em Atos, UNESP, v. 1, n. 7, p. 1-11, 2007.
- A construção da geografia física no Brasil: um estudo quantitativo a partir de periódicos nacionais (1928-2006) e A construção da geomorfologia brasileira: as transformações paradigmáticas e o estudo do relevo. Dois artigos na Revista Geografia Ensino & Pesquisa, v. 12, n. 2, 2008[ligação inativa]
- Influências da filosofia kantiana na gênese da geografia física. In: Revista Mercator, v. 7, n. 14, 2008.
- A Geografia Física: das mutações do mundo à nova teia do cosmos. In: Revista Brasileira de Geografia Física, v. 2 n. 3, 2009 ou 2010.
- Breves considerações sobre a história da geomorfologia geográfica no Brasil. In: Geo UERJ, v. 1, n. 21, 2010.
- Breves considerações sobre o papel de Pierre Monbeig na formação do pensamento geomorfológico uspiano. In: Confins, 11, 2011.
- Da sensibilidade à representação da paisagem: considerações sobre a estética da natureza como um recurso para a sensibilização ambiental. In: RA'E GA - O Espaço Geográfico em Análise, v. 20, 2010.